# 10 octobre dans les chemins de fer
10 septembre 10 novembre
Chronologies thématiques
- Croisades
- Sports
- Disney

Cette page concerne les événements qui se sont déroulés un 10 octobre dans les chemins de fer.

## Événements

### XIXesiècle
- 1847. France : ouverture de la section Creil-Compiègne du chemin de fer de Creil à Saint-Quentin (compagnie du Nord)
- 1882. France : première circulation d'une voiture-restaurant, n° 107, de la CIWL (Compagnie internationale des wagons-lits), attachée au train Paris-Vienne.

### XXesiècle
- 1905. France : Déclaration d'utilité publique de la ligne de Dax à Amou (Compagnie des Tramways de la Chalosse et du Béarn)

## Anniversaires

### Naissances
- x

### Décès
- x